# Grand Prix Miguel Indurain
Le Grand Prix Miguel Indurain (en espagnol : Gran Premio Miguel Indurain) est une course cycliste espagnole disputée à Estella en Navarre, créée en 1951.

## Histoire de la course
Cette épreuve a changé de nom à de nombreuses reprises. Nommée Campeonato Vasco-Navarro de Montaña, elle garde cette appellation jusqu'en 1966, à l'exception des années 1955 (Gran Premio Ribera), 1962 (Trofeo Jesús Galdeano), 1960 et 1967 (Campeonato España de Montaña), et 1963 (Campeonato España de Fondo).
Elle s'est ensuite appelée Gran Premio Navarra de 1968 à 1988, sauf en 1971 (Campeonato España de Montaña) et 1976 (Campeonato España de Fondo), puis Trofeo Comunidad Foral de Navarra de 1989 à 1998. Depuis 1999, elle porte le nom du quintuple vainqueur du Tour de France Miguel Indurain.
En 2005, le Grand Prix Miguel Indurain a intégré l'UCI Europe Tour en catégorie 1.1, avant de passer en catégorie 1.HC en 2007. Il était, par conséquent, ouvert aux UCI ProTeams dans la limite de 70 % des équipes participantes, aux équipes continentales professionnelles, aux équipes continentales espagnoles et à une équipe nationale espagnole.
Repassé en catégorie 1.1 en 2013, le Club cycliste d'Estella, organisateur de l'épreuve, annonce, un mois avant la date, que l'édition 2014 n'aura pas lieu. Faute de l'accord du Gouvernement de Navarre pour une subvention, le club se retrouve dans l'impossibilité de trouver les 60 000 euros nécessaires pour organiser l'évènement. N'ayant toujours pas reçu celle de 2013, le Club cycliste d'Estella doit encore les primes aux équipes lauréates de l'année précédente. Depuis 1951, seules les éditions de 1984 et 1986 n'avaient pas pu avoir lieu. En 2006, l'arrivée avait été déplacée du centre-ville d'Estella vers les hauteurs et la basilique Notre-Dame du Puy, pour être plus spectaculaire. Cependant quelques jours plus tard, un investisseur privé se fait connaître et permet aux organisateurs de ne pas annuler l'édition 2014.
La course fait partie de la Coupe d'Espagne de cyclisme depuis 2019. En 2020, elle intègre l'UCI ProSeries, le deuxième niveau du cyclisme international. L'édition 2020 est annulée à cause de la pandémie de Covid-19.

## Palmarès
| Année | Vainqueur                                           | Deuxième                                            | Troisième                                           |
| ----- | --------------------------------------------------- | --------------------------------------------------- | --------------------------------------------------- |
| 1951  | Hortensio Vidaurreta                                | ?                                                   | ?                                                   |
| 1952  | Hortensio Vidaurreta                                | Julián Aguirrezabal                                 | Manuel Aizpuru                                      |
| 1953  | Hortensio Vidaurreta                                | Gabriel Company                                     | Salvador Botella                                    |
| 1954  | Miguel Vidaurreta                                   | Cosme Barrutia                                      | Jesús Moriones                                      |
| 1955  | Jesús Galdeano                                      | Andrés Trobat                                       | José Escolano                                       |
| 1956  | Antonio Ferraz                                      | Vicente Iturat                                      | Hortensio Vidaurreta                                |
| 1957  | Miguel Chacón                                       | Carmelo Morales                                     | Vicente Iturat                                      |
| 1958  | Bernardo Ruiz                                       | Gabriel Company                                     | Aniceto Utset                                       |
| 1959  | Miguel Pacheco                                      | Antonio Karmany                                     | Antonio Bertrán                                     |
| 1960  | Antonio Jiménez Quiles                              | Ángel Rodríguez                                     | Benigno Aspuru                                      |
| 1961  | José Pérez Francés                                  | Antonio Gómez del Moral                             | Angelino Soler                                      |
| 1962  | Juan Antonio Belmonte                               | Martín Colmenarejo                                  | Antonio Bertrán                                     |
| 1963  | José Pérez Francés                                  | Antonio Barrutia                                    | Carlos Echeverría                                   |
| 1964  | Francisco Gabica                                    | Eusebio Vélez                                       | José Pérez Francés                                  |
| 1965  | Eusebio Vélez                                       | Valentín Uriona                                     | Francisco López                                     |
| 1966  | Carlos Echeverría                                   | Valentín Uriona                                     | Manuel Martín Piñera                                |
| 1967  | Antonio Gómez del Moral                             | Ginés García                                        | José Pérez Francés                                  |
| 1968  | José Manuel López Rodríguez                         | Luis Ocaña                                          | Andrés Gandarias                                    |
| 1969  | Gregorio San Miguel                                 | José Antonio González Linares                       | Nemesio Jiménez                                     |
| 1970  | Antonio Gómez del Moral                             | Carlos Echevarría                                   | Luis Zubero                                         |
| 1971  | Miguel María Lasa                                   | Domingo Perurena                                    | Pedro Torres                                        |
| 1972  | Vicente López Carril                                | Miguel María Lasa                                   | José Luis Abilleira                                 |
| 1973  | Domingo Perurena                                    | José Luis Abilleira                                 | Pedro Torres                                        |
| 1974  | Miguel María Lasa                                   | Domingo Perurena                                    | Antonio Martos                                      |
| 1975  | Agustín Tamames                                     | José Luis Viejo                                     | Domingo Perurena                                    |
| 1976  | José Nazábal                                        | Andrés Oliva                                        | Manuel Esparza                                      |
| 1977  | Vicente López Carril                                | Enrique Cima                                        | Javier Elorriaga                                    |
| 1978  | Miguel María Lasa                                   | Javier Elorriaga                                    | Enrique Cima                                        |
| 1979  | Juan Fernández Martín                               | Miguel María Lasa                                   | Faustino Rupérez                                    |
| 1980  | Juan Fernández Martín                               | Eulalio García                                      | Miguel María Lasa                                   |
| 1981  | Eulalio García                                      | Miguel María Lasa                                   | Vicente Belda                                       |
| 1982  | Pedro Muñoz                                         | Juan Fernández Martín                               | Marino Lejarreta                                    |
| 1983  | Juan Fernández Martín                               | José Luis Laguía                                    | Julián Gorospe                                      |
| 1985  | Celestino Prieto                                    | Federico Echave                                     | Álvaro Pino                                         |
| 1987  | Miguel Indurain                                     | Iñaki Gastón                                        | Federico Echave                                     |
| 1988  | Pedro Delgado                                       | Ángel Camarillo                                     | Marino Lejarreta                                    |
| 1989  | Mariano Sánchez                                     | Federico Echave                                     | Casimiro Moreda (es)                                |
| 1990  | Pedro Delgado                                       | Federico Echave                                     | Marino Lejarreta                                    |
| 1991  | Roland Le Clerc                                     | Peter Hilse                                         | Viktor Klimov                                       |
| 1992  | Julián Gorospe                                      | Jean-François Bernard                               | Viktor Klimov                                       |
| 1993  | Johnny Weltz                                        | Neil Stephens                                       | José Ramón Uriarte                                  |
| 1994  | Marino Alonso                                       | Abraham Olano                                       | José Ramón Uriarte                                  |
| 1995  | Félix García Casas                                  | Miguel Ángel Peña                                   | Juan Carlo Vicario                                  |
| 1996  | Alex Zülle                                          | Laurent Jalabert                                    | David García Marquina                               |
| 1997  | Mikel Zarrabeitia                                   | Bingen Fernández                                    | David Etxebarria                                    |
| 1998  | Francisco Mancebo                                   | Stefano Garzelli                                    | Davide Rebellin                                     |
| 1999  | Stefano Garzelli                                    | David Etxebarria                                    | Davide Rebellin                                     |
| 2000  | Miguel Ángel Martín Perdiguero                      | Laurent Jalabert                                    | Ángel Vicioso                                       |
| 2001  | Ángel Vicioso                                       | David Etxebarria                                    | Paolo Lanfranchi                                    |
| 2002  | Ángel Vicioso                                       | Marcos Serrano                                      | Mario Aerts                                         |
| 2003  | Matthias Kessler                                    | Ángel Vicioso                                       | David Etxebarria                                    |
| 2004  | Matthias Kessler                                    | Miguel Ángel Martín Perdiguero                      | Daniele Righi                                       |
| 2005  | Javier Pascual Rodriguez                            | Alejandro Valverde                                  | Ángel Vicioso                                       |
| 2006  | Fabian Wegmann                                      | Andrea Moletta                                      | Andriy Grivko                                       |
| 2007  | Rinaldo Nocentini                                   | Joaquim Rodríguez                                   | Alejandro Valverde                                  |
| 2008  | Fabian Wegmann                                      | Michael Albasini                                    | Joaquim Rodríguez                                   |
| 2009  | David de la Fuente                                  | Alexandr Kolobnev                                   | Fabian Wegmann                                      |
| 2010  | Joaquim Rodríguez                                   | Michel Kreder                                       | Alexandr Kolobnev                                   |
| 2011  | Samuel Sánchez                                      | Alexandr Kolobnev                                   | Fabian Wegmann                                      |
| 2012  | Daniel Moreno                                       | Mikel Landa                                         | Ángel Madrazo                                       |
| 2013  | Simon Špilak                                        | Igor Antón                                          | Peter Stetina                                       |
| 2014  | Alejandro Valverde                                  | Tom-Jelte Slagter                                   | Sergey Chernetskiy                                  |
| 2015  | Ángel Vicioso                                       | Ion Izagirre                                        | Beñat Intxausti                                     |
| 2016  | Ion Izagirre                                        | Sergio Henao                                        | Moreno Moser                                        |
| 2017  | Simon Yates                                         | Michael Woods                                       | Sergio Henao                                        |
| 2018  | Alejandro Valverde                                  | Carlos Verona                                       | Nick Schultz                                        |
| 2019  | Jonathan Hivert                                     | Luis León Sánchez                                   | Sergio Higuita                                      |
| 2020  | Course annulée en raison de la pandémie de Covid-19 | Course annulée en raison de la pandémie de Covid-19 | Course annulée en raison de la pandémie de Covid-19 |
| 2021  | Alejandro Valverde                                  | Alexey Lutsenko                                     | Luis León Sánchez                                   |
| 2022  | Warren Barguil                                      | Aleksandr Vlasov                                    | Simon Clarke                                        |
| 2023  | Ion Izagirre                                        | Sergio Higuita                                      | Mattias Skjelmose                                   |
| 2024  | Brandon McNulty                                     | Maxim Van Gils                                      | Oscar Onley                                         |
| 2025  | Thibau Nys                                          | Alex Molenaar                                       | Andrea Bagioli                                      |